# Firlus
Firlus - A falu Lengyelországban található Kujávia-pomerániai vajdaságban. A falu a középkorban jött létre.

## Éghajlat
A falu évi csapadékmennyisége 550 milliméter.
- Átlaghőmérsékletek:
- Január -1 °C
- Április 8 °C
- Július 17 °C
- Október 9 °C